# K. Arne Blom
K (Karl) Arne Blom, född 22 januari 1946 i Nässjö, död 20 april 2021 i Staffanstorp, var en svensk författare och översättare. 
Blom var en synnerligen produktiv författare, främst av kriminalromaner. Han var ledamot av Skånska Deckarsällskapet och Svenska Deckarakademin.
I debutdeckaren från 1971, Någon borde sörja, utspelar sig handlingen i Lunds studentmiljö, vilken Blom var välbekant med – han var under en tid kurator vid Smålands nation. Han åstadkom flera bokserier med sammanhängande romaner. Till dessa hörde sju romaner om Himmelsholm, en täckmantel för Bloms födelsestad Nässjö, en svit som inleddes med 1976 med Lyckligt lottade. En romanserie som handlade om Sverige under andra världskriget och också omfattade sju böcker, inleddes med Skuggan av en stövel 1988.
Blom skrev också böcker om skånsk och särskilt lundensisk historia. Han var även redaktör för tidskriften Sydförfattaren som utgavs av Författarcentrum Syd och Skånes Författarsällskap.
Blom var en av författarna bakom den kollektiva pseudonymen Bo Lagevi. Blom skrev romanen Mördarna tillsammans med Vladimir Oravsky på Oravskys filmmanuskript med samma namn. Romanen blev aldrig publicerad.
K Arne Blom blev nasifierad (näsan avgjuten) på 60-årsdagen den 22 januari 2006. Avgjutningen finns på plats nr 128 i Nasoteket på Café Athen i Lund.

## Priser och utmärkelser
- 1974 – Sherlock-priset för Sanningens ögonblick
- 2009 – Grand Master-diplom